# Gniewosz (województwo zachodniopomorskie)
Gniewosz – osada w Polsce położona w województwie zachodniopomorskim, w powiecie wałeckim, w gminie Mirosławiec. 
W latach 1975–1998 miejscowość administracyjnie należała do województwa pilskiego.